# Biserica din Fuzăuca
Biserica din Fuzăuca este o biserică amplasată în Fuzăuca, raionul Șoldănești, Republica Moldova. Este un monument arhitectural de importanță națională inclus în Registrul monumentelor Republicii Moldova ocrotite de stat cu nr. 2894 (raionul Șoldănești). Datează din 1881.